# فيلودوس مبقع
الفيلودوس المبقع (الاسم العلمي:Phyllodoce maculata) هو نوع من الحلقيات يتبع جنس الفيلودوس من فصيلة الفيلودوسات.